# Campeonato Maranhense de Futebol de 2018 - Segunda Divisão
O Campeonato Maranhense de Futebol de 2018 foi a 18ª edição da competição organizada pela Federação Maranhense de Futebol. A competição garantiu uma vaga para o Campeonato Maranhense de Futebol de 2019 e Copa FMF de 2018.
Teve como campeão o Pinheiro, da cidade homônima, e o vice foi o Chapadinha, que voltava ao futebol profissional depois de 8 anos.

## Regulamento
A competição será realizada em turno único. As equipes disputarão a primeira fase em um sistema de pontos corridos em jogos só de ida, totalizando 7 rodadas na fase classificatória. Os quatro melhor colocados da fase garantem a vaga na segunda fase.
A segunda fase do campeonato é a semifinal. As quatro equipes classificadas jogarão as semifinais em jogos de ida (1° Lugar X 4° Lugar e 2° Lugar X 3° Lugar), o mando de campo serão das equipes que tiverem ficado em 1° e 2° Lugar na primeira fase. Os vencedores dos confrontos estarão classificados para a terceira fase.
A terceira fase do campeonato será a final. As duas equipes classificadas jogarão as finais em jogos de ida e volta, o mando de campo do segundo jogo será da equipe que tiver o melhor índice técnico na competição. O vencedor dos confrontos será declarado campeão do Estadual de 2018.

### Critérios de Desempate
Em todas as fases, os critérios de desempate serão usados na seguinte forma:
1. Maior número de pontos;
2. Maior número de vitórias;
3. Maior saldo de gols;
4. Maior número de gols marcados;
5. Maior número de pontos no confronto direto (inaplicável para empates com 3 ou mais equipes);
6. Maior saldo de gols no confronto direto (inaplicável para empates com 3 ou mais equipes);
7. Menor número de cartões vermelhos;
8. Menor número de cartões amarelos;
9. Sorteio.

O campeão do Maranhense 2018 - Segunda Divisão disputará uma seletiva da Série D de 2019 e a Primeira Divisão de 2019.

## Equipes participantes
- Nota: O Sabiá desistiu de participar da Segunda Divisão faltando  uma semana para a estreia[2]. Com isso, os resultados envolvendo o clube de Caxias foram por WO (3 a 0).